# World Curling Federation
World Curling Federation (WCF) er det internationale curlingforbund, der fungerer som det styrende organ for vintersportsgrenen curling på verdensplan. Forbundet blev dannet ud fra International Curling Federation (ICF) i forbindelse med forsøget på at få curling optaget på programmet ved de olympiske vinterlege. Navneændringen skete i 1991.
ICF var blevet oprettet i 1965 som en komite (International Curling Council) under Royal Caledonian Curling Club i Perth, Skotland efter den succesfulde afholdelse af Scotch Cup-serien af verdensmesterskaber mellem Canada og Skotland. ICF bestod af repræsentanter fra curlingforbundene i Skotland, Canada, Sverige, Norge, Schweiz og USA og stod for indførelsen af et officielt VM i curling som arvtager for Scotch Cup.
WCF arrangerer flere verdensmesterskaber, herunder
- VM i curling for mænd, kvinder og mixeddouble
- Junior-VM i curling for drenge og piger
- VM i kørestolscurling for mixeddouble
- Senior-VM i curling for mænd og kvinder

| Formænd for ICF / WCF | Formænd for ICF / WCF | Formænd for ICF / WCF | Formænd for ICF / WCF |
| Nr.                   | Periode               | Navn                  | Land                  |
| --------------------- | --------------------- | --------------------- | --------------------- |
| 1                     | 1966 – 1969           | Allan Cameron         | Storbritannien        |
| 2                     | 1969 – 1979           | Colin A. Campbell     | Canada                |
| 3                     | 1979 – 1982           | Sven A. Eklund        | Sverige               |
| 4                     | 1982 – 1985           | Clifton Thompson      | Canada                |
| 5                     | 1985 – 1988           | Philip Dawson         | Storbritannien        |
| 6                     | 1988 – 1990           | Donald F. Barcome     | USA                   |
| 7                     | 1990 – 2000           | Günther Hummelt       | Østrig                |
| 8                     | 2000 – 2006           | Roy Sinclair          | Storbritannien        |
| 9                     | 2006 – 2010           | Lester Harrison       | Canada                |
| 10                    | 2010 –                | Kate Caithness        | Skotland              |

## Medlemmer
| Federació andorrana d'Esports de gel Australian Curling Federation Belgium Curling Association Confederação Brasileira de Desportos no Gelo Bălgarska Kărling Federatsija Curling Canada Dansk Curling Forbund English Curling Association Eesti Curlingu Liit Suomen Curlingliitto Fédération Française des Sports de Glace Georgiens curlingforbund Elliniki Omospondia Kerlingk Nederlandse Curling Bond Hong Kong Curling Association Belorusskaja Assotsiatsija Kjerlinga Irish Curling Association Israel Curling Federation Íþrótta- og Ólympíusamband Íslands Federazione Italiana Sport del Ghiaccio Japans curlingforbund Kasakhstans curlingforbund Kinas curlingforbund Kosovos curlingforbund Hrvatski Curling Savez Latvijas Kērlinga Asociācija Liechtensteins curlingforbund | Lietuvos Kerlingo Asociacija Union Luxembourgeoise de Curling Mongoliets curlingforbund New Zealand Curling Norges Curling Forbund Polski Związek Curlingu Qatars vintersportskomite Federatia Romana de Curling Federatsija Kjorlinga Rossii SwissCurling Nacionalni savez za karling Srbije Royal Caledonian Curling Club Slovenský curlingový zväz Curling zveza Slovenija Federacion Española de Deportes de Hielo Svenska Curlingförbundet Sydkoreas curlingforbund Taiwans curlingforbund Český svaz curlingu Türkiye Buz Pateni Federasyonu Deutscher Curling Verband Vseukrajinska Federatsija Korlingu Magyar Curling Szövetség United States Curling Association US Virgin Islands Curling Association Welsh Curling Association Österreichischer Curling Verband |  |